# Portuguesa FC (Ceará)
Portuguesa FC is een Braziliaans voetbalclub uit Crato, in de deelstaat Ceará. 

## Geschiedenis
De club werd opgericht in 1962. In 1996 en 1997 speelde de club in de hoogste klasse van het Campeonato Cearense. 